# 花园街道 (项城市)
花园街道，是中华人民共和国河南省周口市項城市下辖的一个乡镇级行政单位。

## 行政区划
花园街道下辖以下地区：
唐店村、郑埠口村、邝花园村、李洼村、后高营村、尚关村、潘庄村、张寨村、从营村、赵营村和武庄村。